# Deliver
Deliver (às vezes estilizado como The Mamas & The Papas Deliver) é o terceiro álbum de estúdio do grupo vocal The Mamas & the Papas, lançado em fevereiro de 1967 pela Dunhill Records. O álbum alcançou o segundo lugar na parada americana Billboard 200. A música "Creeque Alley" descreve as circunstâncias únicas em que a banda se conheceu e se formou. Outras músicas do álbum são covers de sucessos populares de anos anteriores.
| Críticas profissionais | Críticas profissionais |
| Avaliações da crítica  | Avaliações da crítica  |
| Fonte                  | Avaliação              |
| ---------------------- | ---------------------- |
| AllMusic               | [ 1 ]                  |

## Título
O título do álbum foi uma piada interna do grupo, já que a gravação começou logo depois que Cass Elliot anunciou que estava grávida de sua filha, Owen. Dado o estigma social das mães solteiras na época, tanto a gravidez quanto o nascimento foram mantidos em segredo bem guardado do público e da imprensa, e o nome do LP pretendia sugerir que Elliot e os outros haviam "entregado" uma criação recém-nascida.

## Lançamento
O álbum estreou na parada de LPs da Billboard em 18 de março de 1967 na posição 124 e alcançou sua posição máxima de número 2 apenas três semanas depois, em 8 de abril de 1967, passando um total de 55 semanas na parada de LPs.
Três dos singles do álbum alcançaram a parada Hot 100 da Billboard americana: "Look Through My Window" alcançou a posição #24 (em 26 de novembro de 1966), "Dedicated to the One I Love" na posição #2 (em 25 de março de 1967) e "Creeque Alley" na posição #5 (em 3 de junho de 1967).
O álbum foi lançado pela primeira vez em CD em 1988 (MCAD-31044) e está incluído na íntegra em All the Leaves Are Brown, uma compilação retrospectiva que consiste nos primeiros quatro álbuns da banda e vários singles.

## Lista de faixas original
Todas as faixas escritas e compostas por John Phillips, exceto onde indicado.

### Lado um
1. "Dedicated to the One I Love" (Ralph Bass, Lowman Pauling) – 2:56
2. "My Girl" (Smokey Robinson, Ronald White) – 3:35
3. "Creeque Alley" (John Phillips, Michelle Phillips) – 3:45
4. "Sing for Your Supper" (Lorenz Hart, Richard Rodgers) – 2:46
5. "Twist and Shout" (Phil Medley, Bert Russell) – 2:54
6. "Free Advice" (John Phillips, Michelle Phillips) – 3:15

### Lado dois
1. "Look Through My Window" – 3:05
2. "Boys & Girls Together" – 3:15
3. "String Man" (John Phillips, Michelle Phillips) – 2:59
4. "Frustration" (Instrumental) – 2:50
5. "Did You Ever Want to Cry" – 2:53
6. "John's Music Box" – 1:00

## Equipe e colaboradores
- Denny Doherty — vocais
- Cass Elliot — vocais
- John Phillips — vocais, guitarra
- Michelle Phillips — vocais
- Jill Gibson — vocais (faixa 11), sem créditos
- Hal Blaine — bateria, percussão
- Larry Knechtel — teclados
- Jim Horn — flauta, saxofone
- Joe Osborn — baixo
- "Doctor" Eric Hord — guitarra
- PF Sloan — guitarra
- Gary Coleman — percussão, sinos, marimba

## Desempenho nas tabelas musicais
| País — Tabela musical (1967)   | Melhor posição |
| ------------------------------ | -------------- |
| Estados Unidos (Billboard 200) | 2              |